# Костабіссара
Костабіссара (італ. Costabissara, вен. Costabissara) — муніципалітет в Італії, у регіоні Венето, провінція Віченца.
Костабіссара розташована на відстані близько 420 км на північ від Рима, 70 км на захід від Венеції, 7 км на північний захід від Віченци.

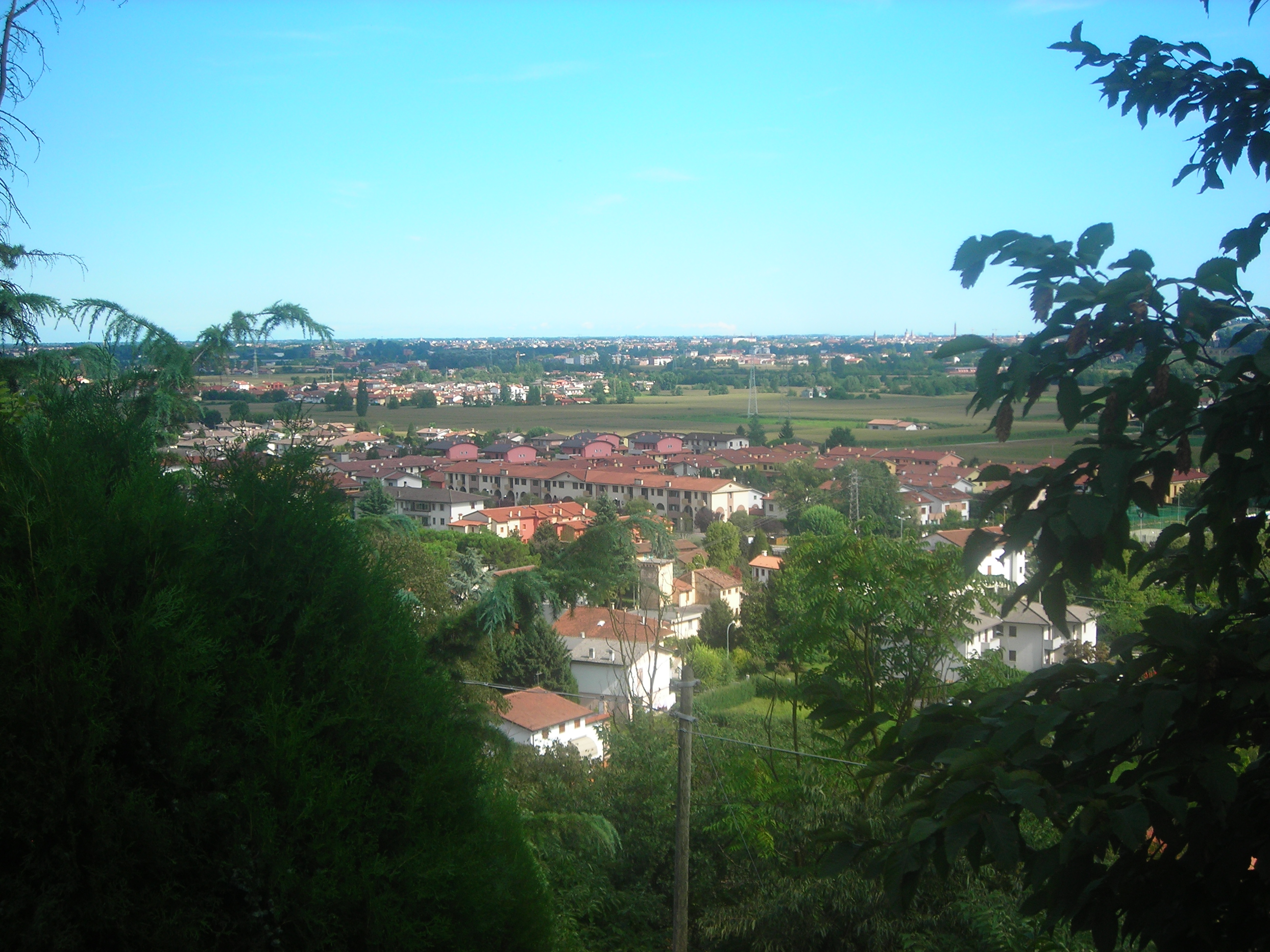

Населення — 7405 осіб (2014).
Покровитель — святий Юрій.

## Демографія
Населення за роками:

Станом на 1 січня 2023 року в муніципалітеті офіційно проживало 446 іноземців з 49 країн, серед них 121 громадянин країн Євросоюзу та 21 громадянин України.

## Сусідні муніципалітети
- Кальдоньо
- Гамбульяно
- Ізола-Вічентіна
- Монтев'яле
- Віченца